# Episodi di Harry's Law (seconda stagione)
La seconda ed ultima stagione della serie televisiva Harry's Law è stata trasmessa negli Stati Uniti dal 21 settembre 2011 al 27 maggio 2012 su NBC. In Italia la stagione va in onda dal 4 maggio al 13 luglio 2012 sul canale a pagamento del digitale terrestre Mya.
| nº | Titolo originale        | Titolo italiano                   | Prima TV USA      | Prima TV Italia |
| -- | ----------------------- | --------------------------------- | ----------------- | --------------- |
| 1  | Hosanna Roseanna        | Osanna Roseanna                   | 21 settembre 2011 | 4 maggio 2012   |
| 2  | There Will Be Blood     | L'onere della prova               | 28 settembre 2011 | 4 maggio 2012   |
| 3  | Sins of the Father      | I peccati del padre               | 5 ottobre 2011    | 11 maggio 2012  |
| 4  | Queen of Snark          | Regina delle vipere               | 12 ottobre 2011   | 11 maggio 2012  |
| 5  | Bad to Worse            | Di male in peggio                 | 19 ottobre 2011   | 18 maggio 2012  |
| 6  | The Rematch             | Partita di ritorno                | 2 novembre 2011   | 18 maggio 2012  |
| 7  | American Girl           | Due famiglie                      | 9 novembre 2011   | 25 maggio 2012  |
| 8  | Insanity                | Incapace di intendere e di volere | 16 novembre 2011  | 25 maggio 2012  |
| 9  | Head Games              | A mano armata                     | 30 novembre 2011  | 1º giugno 2012  |
| 10 | Purple Hearts           | Purple Hearts                     | 7 dicembre 2011   | 1º giugno 2012  |
| 11 | Gorilla My Dreams       | Il gorilla dei miei sogni         | 11 gennaio 2012   | 8 giugno 2012   |
| 12 | New Kidney on the Block | Trapianto d'organi                | 18 gennaio 2012   | 8 giugno 2012   |
| 13 | After the Lovin         | Dopo l'amore                      | 11 marzo 2012     | 15 giugno 2012  |
| 14 | Les Horribles           | Les Horribles                     | 18 marzo 2012     | 15 giugno 2012  |
| 15 | Search and Seize        | Violazione della privacy          | 25 marzo 2012     | 22 giugno 2012  |
| 16 | The Lying Game          | Il gioco della verità             | 8 aprile 2012     | 22 giugno 2012  |
| 17 | The Contest             | La sexy competizione              | 15 aprile 2012    | 29 giugno 2012  |
| 18 | Breaking Points         | Punti di rottura                  | 22 aprile 2012    | 29 giugno 2012  |
| 19 | And the Band Played On  | E la banda continuò a suonare     | 29 aprile 2012    | 6 luglio 2012   |
| 20 | Class War               | La sala da tè                     | 6 maggio 2012     | 6 luglio 2012   |
| 21 | The Whole Truth         | Tutta la verità                   | 13 maggio 2012    | 13 luglio 2012  |
| 22 | Onward and Upward       | Marchio indelebile                | 27 maggio 2012    | 13 luglio 2012  |